# Зыбинское сельское поселение
Зыбинское се́льское поселе́ние (укр. Зибинське сільське́ посе́лення, крымскотат. Аргъынчыкъ кой юрту, Arğınçıq köy yurtu) — муниципальное образование в Белогорском районе Республики Крым России.
Административный центр — село Зыбины.

## География
Расположено в северной части Белогорского района, в степном Крыму, в долине реки Биюк-Карасу, в её средней части.

## Население
| 2001  | 2014  | 2015  | 2016  | 2017  | 2018  | 2019  |
| ----- | ----- | ----- | ----- | ----- | ----- | ----- |
| 1833  | ↘1505 | ↗1506 | ↘1490 | ↘1488 | ↘1480 | ↘1452 |
| 2020  | 2021  |       |       |       |       |       |
| ↘1441 | ↗1518 |       |       |       |       |       |

## Состав
В состав сельского поселения входят 2 населённых пункта:
| № | Населённый пункт | Тип населённого пункта | Население |
| - | ---------------- | ---------------------- | --------- |
| 1 | Зыбины           | село, адм. центр       | ↘1220     |
| 2 | Мельники         | село                   | ↘285      |

## История
Судя по доступным источникам, в 1950-х — начале 1960-х годов существовал Зыбинский сельский совет. На 15 июня 1960 года в его составе числились сёла:

| - Зыбины - Мельники | - Озёрное - Сте́пное |

Впоследствии совет был упразднён и на 1 января 1968 года Зыбины записаны в составе Вишенского сельсовета. Вновь в документах Зыбинский сельсовет фигурирует в 1974 году.
Статус и границы Зыбинского сельского поселения установлены Законом Республики Крым от 5 июня 2014 года № 15-ЗРК «Об установлении границ муниципальных образований и статусе муниципальных образований в Республике Крым».